# Aeropuerto de Jammu
El Aeropuerto de Jammu también conocido como Aeropuerto Satwari (IATA: IXJ, OACI: VIJU) es un aeropuerto en Jammu, Jammu y Cachemira, India. 

## Aerolíneas y destinos

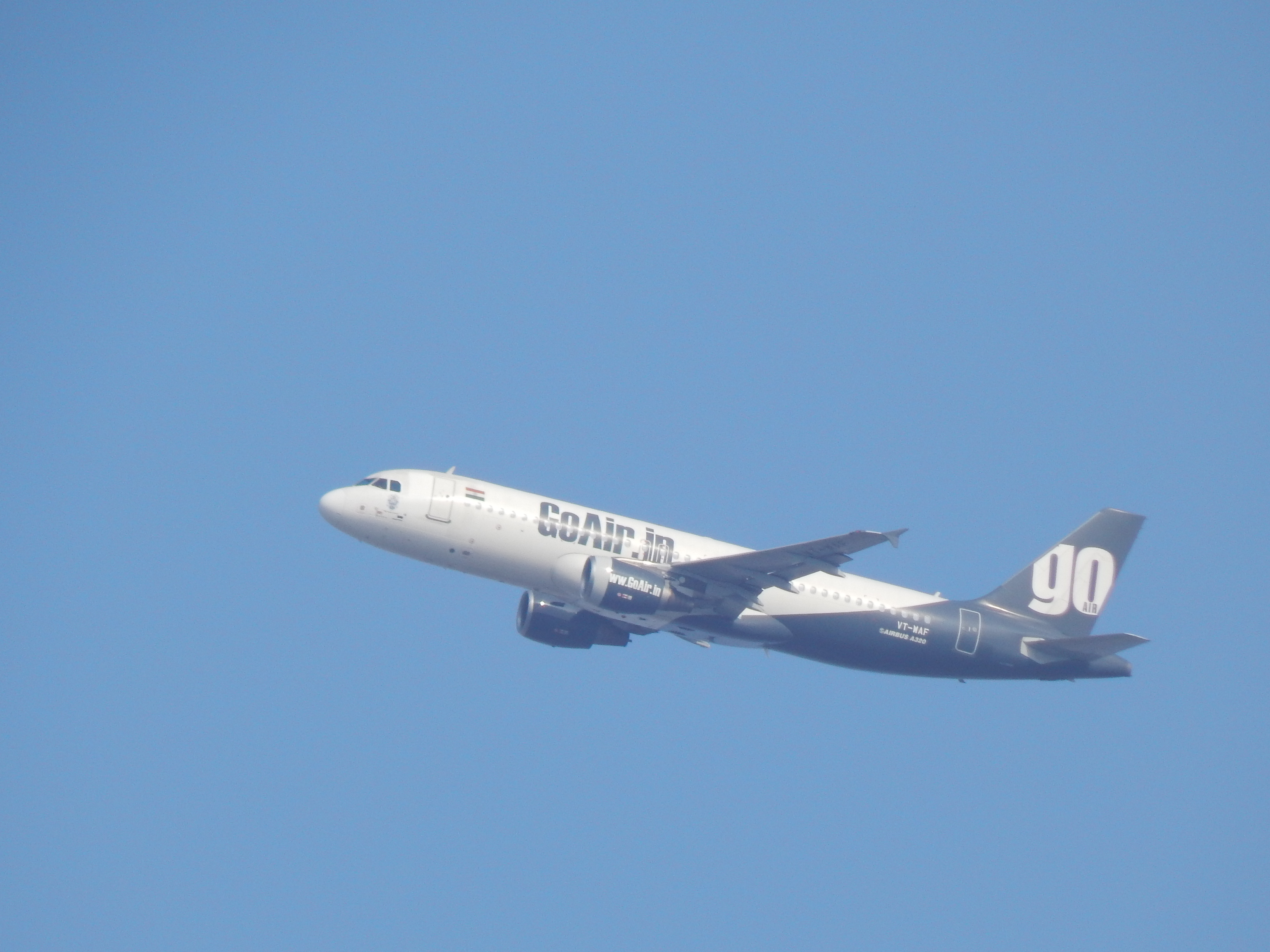
Airbus A320 de GoAir sobrevolando el aeropuerto de Jammu.

| Aerolíneas   | Destinos | Refs. |
| ------------ | --- | ----- |
| Air India    | Delhi, Leh, Srinagar                                                                                        | [ 1 ] |
| Alliance Air | Delhi | [ 2 ] |
| IndiGo       | Ahmedabad, Bombay, Calcuta (begins 10 de abril de 2024), Delhi, Indore, Leh, Srinagar Estacional: Bangalore |       |
| SpiceJet     | Calcuta, Delhi, Gwalior, Srinagar                                                                           | [ 5 ] |
| Vistara      | Delhi, Srinagar                                                                                             | [ 6 ] |

## Estadísticas
Ver fuente y consulta Wikidata.